# Dhū n-Nūn al-Misrī

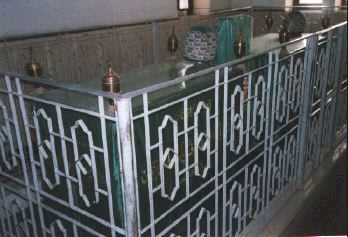
Grab des Dhu n-Nun in der Stadt der Toten in Kairo

Dhū n-Nūn al-Misrī, eigentlich Abu l-Faid Thauban ibn Ibrahim / أبو الفيض ثوبان بن إبراهيم / Abū l-Faiḍ Ṯaubān b. Ibrāhīm (* 796 in Achmim; † 859), war ein Sufi (islamischer Mystiker) aus Ägypten, deswegen wird er auch häufig Dhu n-Nun al-Misri / ذو النون المصري / Ḏū n-Nūn al-Miṣrī / ‚Dhu n-Nun der Ägypter‘ genannt. Seine Eltern waren Nubier aus Oberägypten.
Der Beiname Dhu n-Nun bedeutet „der mit dem Fisch“. Er wurde nicht nur als Mystiker verehrt, sondern auch als Magier angeklagt, weil er Bücher über Alchemie verfasst haben soll. Um das Jahr 840 herum war er während der Verfolgung der „Altgläubigen“ in Bagdad eingekerkert.
Durch seine poetischen Gebete führte er einen neuen Stil in die ernste und asketische Frömmigkeit der damaligen Sufis ein. Er vernahm – dem koranischen Wort getreu – aus allem Geschaffenen den Lobpreis Gottes und beeinflusste so die späteren Naturschilderungen persischer und türkischer Sufis.
Dhu n-Nun werden auch einige Definitionen der Ma'rifa (Erkenntnis Gottes) zugeschrieben.
Eine bekannte Anekdote aus seinem Leben erzählt davon, dass er bei der Suche der muslimischen Frommen nach dem größten Namen Gottes gesagt haben soll: „Zeige mir den kleinsten!“